# Семенівка (село, Первомайський район)
Семені́вка — село в Україні, у Благодатненській сільській громаді Первомайського району Миколаївської області. Населення — 2409 осіб.

## Географія
Село розташоване на березі Південного Бугу, за 25 км від міста Арбузинки та за 22 км від найближчої залізничної станції Кавуни на лінії Одеса-Харків.

## Історія
На околицях села виявлені поселення й поховання епохи Неоліту та 4 поселення доби бронзи, знайдено римські монети 1 ст. нової ери. До ліквідації Нової Січі на території села стояв запорізький зимівник Бугогардівської паланки, навколо якого селились переселенці. У 1781 року поселення і 670 десятин землі були подаровані царським урядом прапорщику І. Семенову разом з 77 кріпаками.
На початку XIX ст. сюди, на казенну землю неподалік від невеликого села Семенівки, були переселені селянські родини однодворців з Курської та Полтавської губерній. Вони заснували поряд з поміщицьким казенне поселення Семенівку, в якому на 1806 рік вже налічувався 181 господар, що обробляв 2 тис. десятин землі. Згодом обидва поселення утворили село Семенівку.
З 1817 року казенне село Семенівка входило до складу Бузького козацького війська, а з 1827 року його переведено на статут військового поселення та названо фурштатською поселенською ротою 3-го полку Бузької уланської дивізії, тут проживало 229 військових поселенців, які користувалися 4 тис. десятинами землі. В умовах військового режиму жителі працювали на казну, утримували військо і несли службу. Ще гіршим було становище поміщицьких селян Семенівки. Їх раз у раз перепродували новим власникам. Напередодні селянської реформи тут налічувалось 288 дворів з 1652 чоловіками населення.
Після ліквідації в 1857 році військових поселень жителів перевели на становище державних селян і наділили землею, за користування якою вони сплачували поземельний податок. За указами 1866—1867 рр. наділи, що не перевищували 5—8 десятин на ревізьку душу, закріпили за колишніми поселенцями.
Селяни одержали по 5 десятин. Семенівці повинні були вносити високі викупні платежі протягом 49 років та різні податки. У березні 1862 року поміщицькі селяни Семенівки і сусідніх сіл виступили проти кабальних умов викупу. Вони відмовлялися прийняти уставну грамоту.
За планом межування 1861 року мешканці села мали 7282 десятини землі, а у 1885 році її було 5718 десятин. Багато селян Семенівки орендували землю у поміщиків Ананьївського повіту, інші працювали на полях поміщиків Скаржинських та Рустановича.
На 1897 рік населення Семенівки зросло до 3800 чоловік. Село входило до складу Благодатненської волості Єлисаветградського повіту Херсонської губернії. Тут було 2 вітряки і 16 водяних млинів, 3 сукновальні, 2 гончарні, олійниця, кузня, 10 крамниць, 2 шинки. Виснажлива праця, голод і злидні породжували серед селян протест проти поміщиків. Так, весною 1885 року вони самовільно зайняли толоку на землі поміщика Підтоптаного. Поміщик викликав урядника для ведення слідства, але бідняки побили його і вигнали з села. Та незабаром виступ було придушено, організаторів заарештовано.

### Революція 1905—1907 років
Великий вплив на зростання революційної свідомості селян мали робітники Ольвіополя та Вознесенська. Напередодні революції 1905—1907 рр. за селом збиралася семенівська біднота, де робітничі агітатори проводили революційну агітацію. В 1905—1907 рр. в Семенівці та навколишніх селах розповсюджувалися листівки. Селянин Т. Грудка приносив їх в Булацелове місцевому фельдшеру С. К. Безалтишному. Розкидали їх на ринку в Благодатному. Одного з семенівських активістів А. Ф. Вакуленка в січні 1908 року було заарештовано.
Внаслідок столипінської аграрної реформи поблизу Семенівки виникло 4 одноосібних хутори. Понад 30 господарств вийшли на відруби, решта — 72 не захотіли виділитися з общини. В руках заможних селян зосередилися торгівля, підприємства переробної промисловості: 8 водяних млинів, олійниця, сукновальня, на яких працювало понад 100 робітників. 16-18-годинний робочий день, мізерна заробітна плата викликали невдоволення робітників. Разом з селянами вони не раз виступали і вимагали від хазяїв збільшити заробітну плату, зменшити ціни за оренду і скоротити робочий день. Медичних закладів у дореволюційній Семенівці не було. Хворих доводилося доставляти за 25 км до Лисогірської дільничної лікарні, яка обслуговувала 46 тис. чоловік.
За переписом 1883—1885 рр. з 2824 мешканців всього 219 вміли писати та рахувати. Лише 1889 року відкрилася церковно-парафіяльна, а в 1896 — міністерська однокласна школа. Проте і в них більшість дітей через бідність не мала змоги вчитись. Багато дітей залишалися поза школою, бо не було місць. 1896 року в місцевих навчальних закладах навчалось всього 100 дітей (з них 21 дівчинка) Семенівки і навколишніх сіл, тоді як лише в Семенівці на цей час налічувалося 535 дітей шкільного віку. У 1916 році в школах вчилося тільки 116 дітей.

### Перша світова війна
Під час Першої світової війни чоловіків мобілізували до царської армії, в багатьох господарствах нікому було обробляти землю. 120 семенівців загинуло на фронті, деякі повернулись каліками. Зменшились посівні площі, поголів'я худоби. В той час заможні селяни заробляли на військових поставках для фронту борошна, м'яса, сіна, сукна.
Після Лютневої революції до села повернулися фронтовики, серед них більшовики селяни С. К. Гопаненко і Г. Ф. Дубина та вчитель А. Ф. Вишневський, які повели активну революційну агітацію серед жителів. Під їх керівництвом у травні 1917 року відбувся багатолюдний сход, на якому більшовики закликали односельців відбирати у поміщиків землю, не чекаючи Установчих зборів.

### Період української революції
Після встановлення в Києві Української Центральної Ради, в селі запрацював земельний комітет та громадська рада. В січні 1918 року відбулися вибори до Ради селянських депутатів, головою якої став учитель А. Ф. Вишневський. Після підписання Брестського миру у березні 1918 року в село увійшли австро-німецькі війська. Невдоволення селян новою владою викликав вивіз худоби й хлібу в рахунок встановленого продподатку, згідно домовленостей з окупаційними військами.
У квітні 1918 року група сільських юнаків, ризикуючи життям, викрала в німців багато гвинтівок, ручних гранат і передала їх більшовицькому партизанському загону, створеному в Семенівці під командуванням І. В. Кармана. Загін налічував у своєму складі 150 чоловік. На початку вересня загони Семенівський та навколишніх сіл Остапівки й Булацелового об'єдналися в один, командиром став І. Д. Стрижак.
Після падіння уряду Української Держави Гетьмана Павла Скоропадського, в селі 3 листопада 1918 року було встановлено владу Директорії Української Народної Республіки.
У березні 1919 року владу в селі захопили війська 1-ї бригади Задніпровської дивізії Української Червоної Армії. На чолі ревкому став місцевий бідняк С. К. Піскун. Ревком розподілив між селянами понад 1000 десятин конфіскованої землі.
Наприкінці липня 1919 року в Семенівці і сусідніх селах спалахнули антибільшовицькі повстання, а в серпні село зайняли денікінці, які встановили жорстокий режим. Землю вони повернули багатіям. Від рук денікінців загинули сільські активісти Г. С. Ратушний та О. А. Штилик, які закликали селян не вступати до Білої гвардії. Після вигнання з села денікінців, в кінці січня 1920 року в селі владу знову захопили більшовики, було створено ревком, який в червні передав свої повноваження обраній раді.

### Післяреволюційний період
За законом Всеукрревкому про землю від 5 лютого 1920 року ревком, а потім рада, при активній участі комітету незаможних селян перерозподілили землю між бідняками і середняками.
Ще з 1921 року в Семенівці створено сільське споживче товариство. Відкрились його філії в селах Булацеловому, Остапівці. Вони постачали селянам товари першої потреби: мануфактуру, мило, гас, сіль, кінську збрую тощо. На 1925 рік в селі було кілька крамниць. Члени кредитного товариства дістали змогу купувати сільськогосподарський реманент, коней, а селянські об'єднання — навіть трактори. Товариство мало свій трактор і допомагало біднякам обробляти землю. На 1925 рік воно об'єднувало 570 селянських господарств (1926 року в Семенівці налічувалось 1010 господарств і 4547 чоловік населення).
У 1920 році в селі почала працювати школа. Створювалися гуртки лікнепу. Було відкрито сільбуд і бібліотеку. При сільбуді працювали драматичний і співочий гуртки. На виручені від врожаю гроші придбали інструменти для духового оркестру та кіноапаратуру. У 1926 році за успіхи в культурно-масовій роботі сільбуд було відзначено першою премією Лисогірського райвиконкому.

### Колективізація
Протягом 1929—1931 рр. в Семенівці було створено 9 колгоспів: «Шлях Леніна», «Комуніст», ім. Горького, ім. Ворошилова та ін. Більшість з них очолили посланці робітничого класу, двадцятип'ятитисячники. Рішенням комуністів в травні 1931 року всіх заможних селян Семенівки було вислано за межі села та репресовано.
У 1940 році споруджено малу (колгоспну) гідроелектростанцію.

### Німецько-радянська війна
З початком Німецько-радянської війни, на фронт з села пішло понад 1000 чоловік. З серпня 1941 року Семенівку захопили нацисти. За час війни близько 350 юнаків і дівчат відправили на примусові роботи до Німеччини.
Восени 1941 року група офіцерів Червоної Армії, що пробилася з оточення, серед них П. С. Піскун, І. П. Казимир, М. І. Курченко, налагодила зв'язок з партизанами Первомайського району, одержувала від них листівки і розклеювала їх по селу, закликала жителів повсюдно чинити опір окупантам. Але всі вони були заарештовані і розстріляні. Нацисти також стратили голову сільради П. І. Трюхана, суддю Доманівського району уродженця Семенівки В. Ф. Білозерського, партизана часів громадянської війни І. К. Солонуху.
20 березня 1944 року частини 7-ї гвардійської армії 2-го Українського фронту очистили село від гітлерівців. На фронтах Другої світової війни загинуло 233 жителі села. В місцевому музеї експонуються фотографії і документи, що розповідають про подвиги земляків.

## Населення

### Мова
Розподіл населення за рідною мовою за даними перепису 2001 року:
| Мова            | Кількість | Відсоток |
| --------------- | --------- | -------- |
| українська      | 1752      | 90.45%   |
| російська       | 94        | 4.85%    |
| румунська       | 80        | 4.13%    |
| болгарська      | 4         | 0.21%    |
| білоруська      | 2         | 0.10%    |
| ромська         | 2         | 0.10%    |
| польська        | 1         | 0.05%    |
| інші/не вказали | 2         | 0.11%    |
| Усього          | 1937      | 100%     |

## Економіка
За селом закріплено 10513,10 га угідь, з них сільськогосподарських угідь 9191,11га, та ріллі 8089,31га. В основному посівні площі під технічними культурами, такими, як цукрові буряки, коноплі, коріандр.
В селі працюють наступні господарства: ЗАТ «Оберіг» обробляє 4171,11га, ТОВ СП «Інвестор А.І» — 927,42га, ТОВ"Семенівський агросервіс" — 986,18га, 5 фермерський господарств обробляють 359,5га землі, 168 одноосібників мають в розпорядженні 1026,99га землі.
На території сільської ради ведеться 707 домогосподарств. На 2010 рік у приватній власності семенівців 303 корови, 819 свиней, 141 коза, 12 коней, 10669птиці, 132кролів.

## Освіта і культура
В селі працює середня школа, де навчаються 412 дітей. У вечірній школі здобувають освіту понад 100 юнаків і дівчат села. В Семенівці працюють з вищою освітою 22 чоловіка, незакінченою вищою — 46, з середньою — понад 700 чоловік. В 1964 році здано в експлуатацію новий шкільний корпус на 11 класних кімнат, 4 кабінети, спортзал.
Охорону здоров'я семенівців забезпечують лікарня на 25 ліжок, пологовий будинок, стоматологічний кабінет, аптека, в яких працюють близько 40 медпрацівників.
Працює будинок культури, він має зал для глядачів на 500 місць, спортивний зал, бібліотеку і кімнати для занять гуртків.
В селі є три бібліотеки, в яких налічується понад 25 тис. книг. Тільки в сільській бібліотеці — понад 1300 постійних читачів. При бібліотеках працюють читальні зали. Працюють відділення Укрпошти та Ощадбанку України.

## Місцева преса
Газета «Вісник Семенівської сільської ради» видавалась сільською радою с. Семенівка Арбузинського району Миколаївської області. Газета виходила у останній четвер кожного місяця і висвітлювала життя місцевої громади

## Цікаві факти
Весільні шишки — обов’язковий весільний атрибут Семенівки. Саме з шишками запрошували на весілля, обдаровували ними гостей за столом. «Дітям на добро» усередину випічки клали срібні монети. Іноді шишки додатково декорували зубочками, листочками, квочечками із крашанками (на родючість) і змійками (на довгу й щасливу дорогу).

## Голови сільської ради
- Алтух Сергій Федорович (2006—2008)
- Герасименко Ірина Дем'янівна (2008—2009) в.о.
- Герасименко Ірина Дем'янівна (2009 —)